# Монтенеродомо
Монтенеродо̀мо (на италиански: Montenerodomo) е село и община в Южна Италия, провинция Киети, регион Абруцо. Разположен е на 1165 m надморска височина. Населението на общината е 775 души (към 2010 г.).